# Zaccheus Daniel
Zaccheus Daniel (1874 – 1964) è stato un astronomo statunitense.

## Biografia
Ancora studente, nel 1903 Daniel iniziò a collaborare con Henry Norris Russell presso l'osservatorio Hasteld dell'Università di Princeton, eseguendo osservazioni di stelle variabili.
Il 9 giugno 1907, Daniel, con un telescopio rifrattore da 15 cm di diametro, scoprì la cometa C/1907 L2 (Daniel), che si rivelò un oggetto particolarmente luminoso, visibile ad occhio nudo per due mesi nell'estate di quell'anno, ottenendo la copertura scientifica di Scientific American, curata da Russell. Russell fu molto orgoglioso del risultato conseguito dal suo collaboratore e del lustro portato all'Università di Princeton.
Nel 1909 scoprì altre due comete: il 15 giugno la C/1909 L1 (Borrelly-Daniel) e il 7 dicembre la 33P/Daniel, periodica. L'oggetto, piuttosto debole, si era avvicinato alla Terra nei giorni della scoperta, permettendo così che questa avesse luogo.
Dal 1910 lavorò presso l'Osservatorio Allegheny dell'Università di Pittsburgh.
Nella sua carriera astronomica si occupò di stelle variabili, orbite di binarie spettroscopiche e di misure di parallasse stellare.

## Riconoscimenti
Gli sono state assegnate nel 1907 la 62°, nel 1909 la 67°, e nel 1910 la 68° "Medaglia Donohoe" dalla Società astronomica del Pacifico.